# South Park: Snow Day!
South Park: Snow Day! est un jeu vidéo d'action-aventure développé par Question LLC et publié par THQ Nordic en association avec South Park Digital Studios, sorti le 26 mars 2024 sur Microsoft Windows, Nintendo Switch, PlayStation 5 et Xbox Series,. Le jeu est basé sur la série animée américaine South Park,.

## Système de jeu
Le jeu est centré sur les quatre personnages principaux de la série, Eric Cartman, Stan Marsh, Kyle Broflovski et Kenny McCormick, qui participent à des combats et à des activités dans la neige, les joueurs assumant le rôle d'un personnage créé par le joueur nommé "le p’tit nouveau" (comme dans les précédents jeux South Park : Le Bâton de la vérité et South Park : L'Annale du destin),.
Dans une interview avec Matt Stone, cocréateur de la série South Park, IGN a comparé le gameplay à celui d'un "roguelike". Stone a fait remarquer les écarts par rapport aux itérations RPG précédentes de la série, déclarant qu'ils ont "toujours voulu faire quelque chose dans la série et ensuite, l'implémenter dans le jeu deux semaines plus tard, ou trois semaines, ou peu importe". Il a également remarqué que le passage de la 2D à la 3D a permis à l'équipe de développement plus de flexibilité dans la façon dont elle a construit le monde du jeu, affirmant que créer un jeu sur un plan 2D est « vraiment, vraiment difficile quand on pense avec quoi vous devez travailler". 

## Développement
En 2021, Matt Stone et Trey Parker ont signé un accord de développement de 900 millions de dollars avec ViacomCBS, l'un des projets annoncés étant un nouveau jeu South Park qui serait développé en interne par South Park Digital Studios. En août 2022, le jeu a été teasé lors de la showcase en ligne de THQ Nordic par un petit teaser mettant en vedette la voix de Randy Marsh s'exclamant "Hot ! Hot-hot-hot !" de l'épisode, More Crap. En août 2023, le jeu a été officiellement annoncé.

## Accueil
- IGN : 3/10[12]